# Euchlaena vinosaria
Euchlaena vinosaria är en fjärilsart som beskrevs av Augustus Radcliffe Grote och Robinson 1867. Euchlaena vinosaria ingår i släktet Euchlaena och familjen mätare. Inga underarter finns listade i Catalogue of Life.